# Pulsatilla occidentalis
Espèce
Synonymes
Anemone occidentalis , S.Watson, 1876
Classification phylogénétique
La Pulsatille de l'Ouest (Pulsatilla occidentalis ou Anemone occidentalis) est une espèce de plante herbacée vivace de la famille des Ranunculaceae. Certaines autorités la considèrent du genre Anemone alors que d'autres la classent dans le genre Pulsatilla.

## Habitat
La plante est présente à l'ouest de l'Amérique du Nord. Au Canada, elle est présente en Colombie-Britannique et en Alberta. Aux États-Unis, elle est présente en Californie, en Oregon, en Idaho, au Montana et dans l'État de Washington. Elle apprécie les sols graveleux sur les pentes et dans les prés humides.

## Description

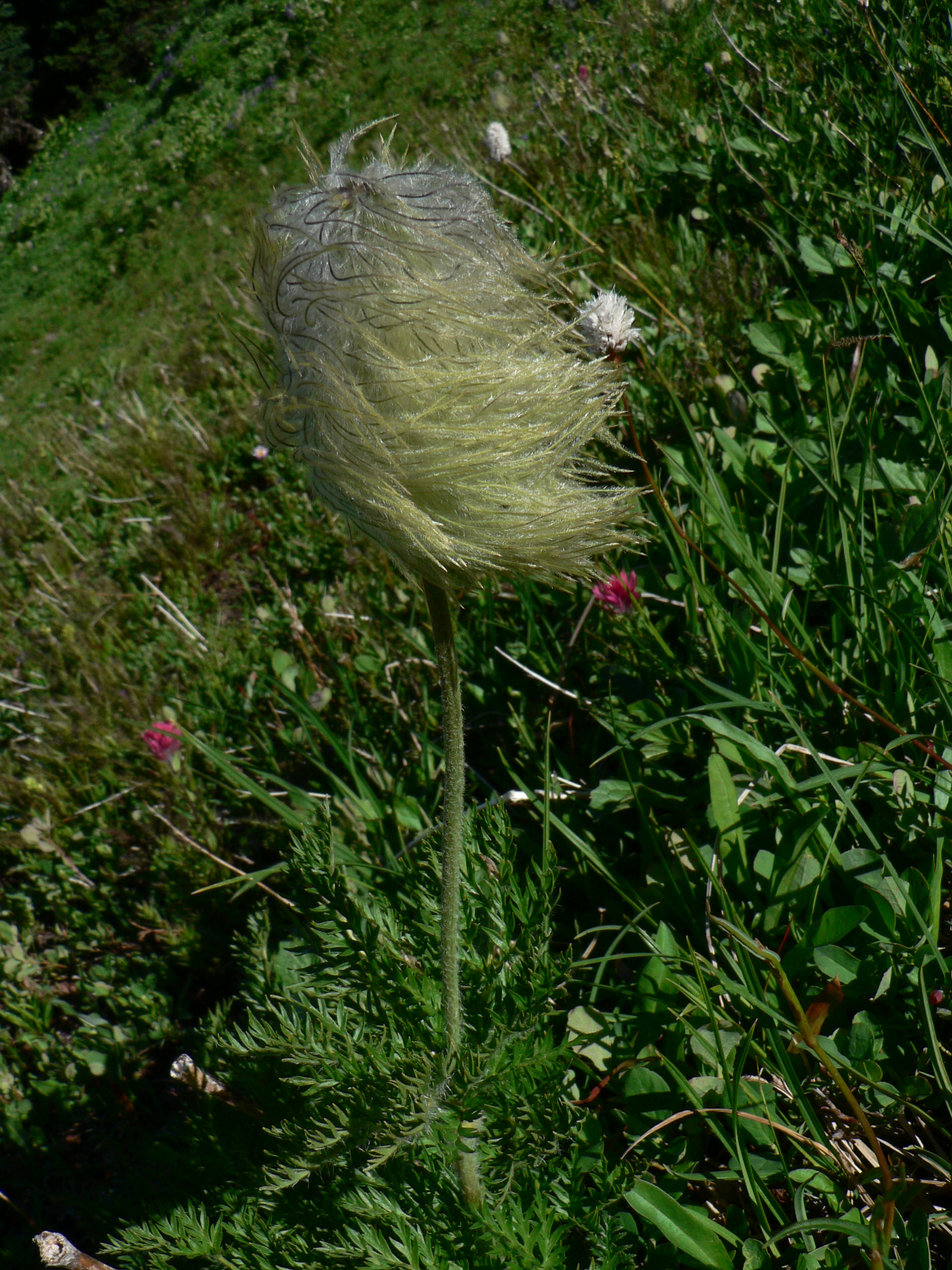
Akènes et feuillages de la plante.

La plante atteint une taille comprise entre 10 et 60 cm. Elle possède à la base trois à six feuilles très découpées. Le pétiole des feuilles fait entre 6 et 10 cm de long. Les fleurs fleurissent du milieu du printemps jusqu'en été. Elles sont composées de cinq à sept tépales blancs à pourpres. Chaque tige a une seule fleur. Les tépales font 15 à 30 mm de long et 10 à 17 mm de large. Les fleurs ont entre 150 et 200 étamines. Les fruits sont présents sous forme d'akènes ellipsoïdes non ailés dans une protection poilue blanche.